# Etnias de Níger

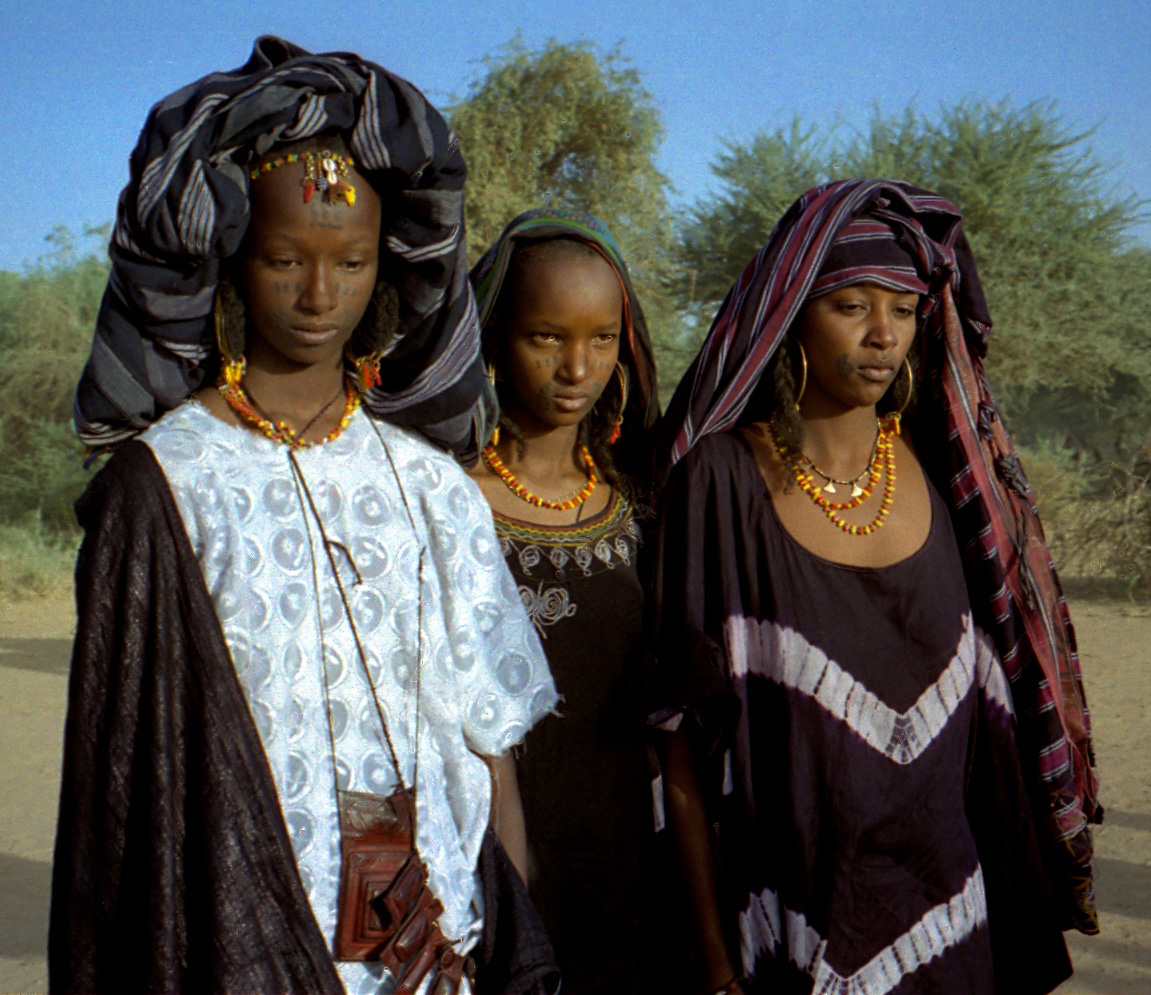
Mujeres fulani fotografiadas en Níger en 1997.

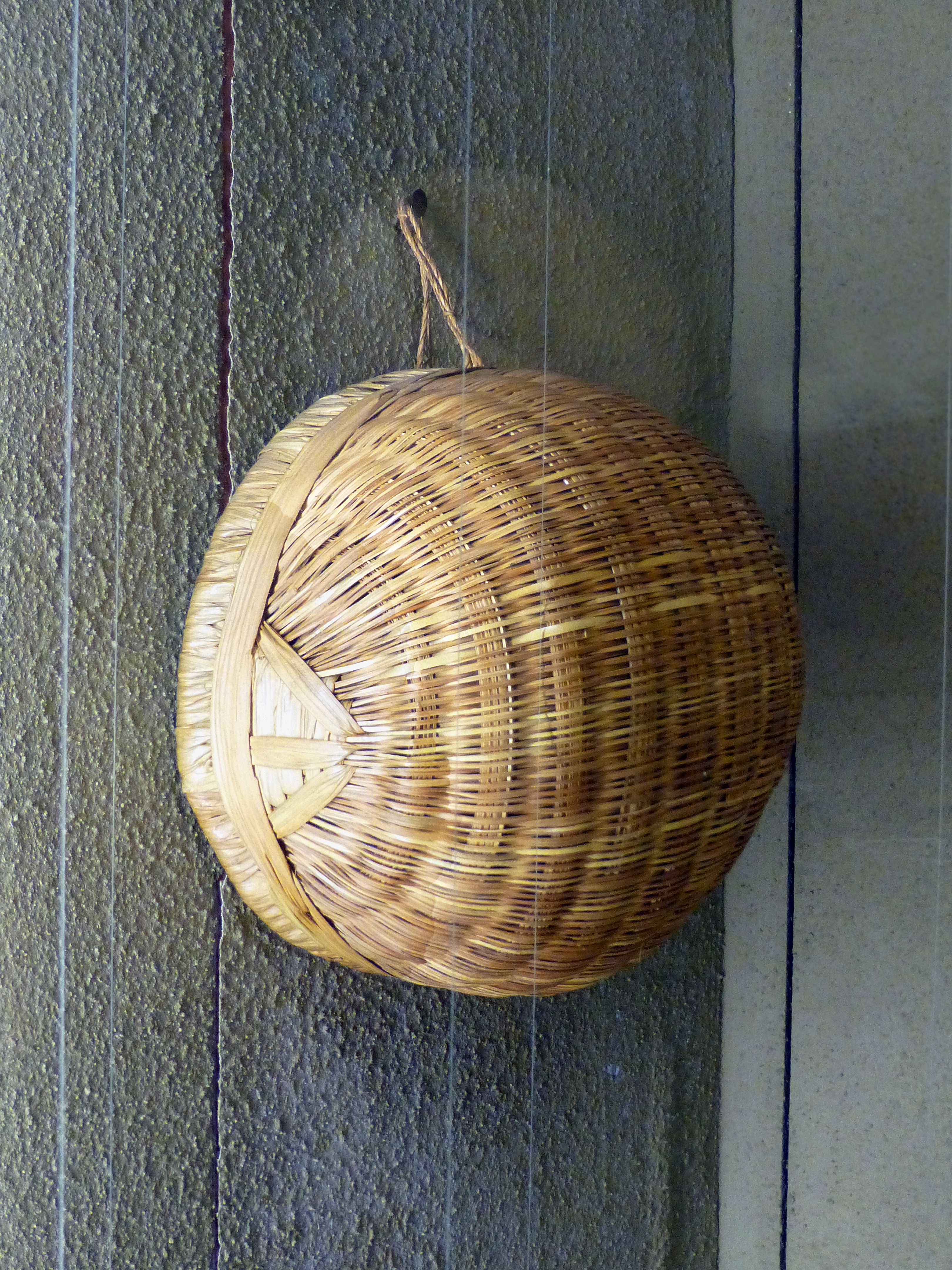
Cesta hecha por los gurma en Museo de África de Lyon.

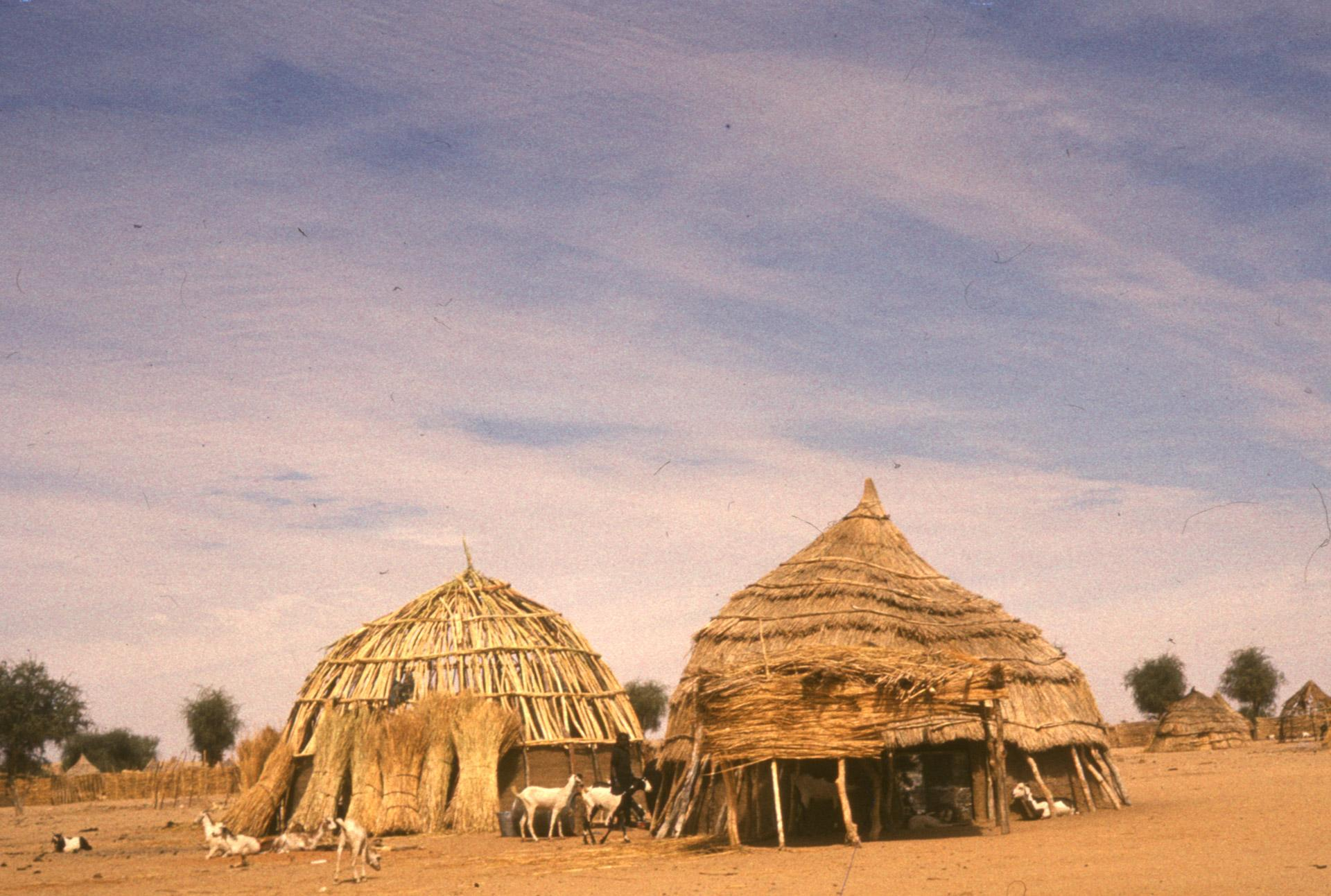
Fotografía de una casa tradicional zarma hecha en 1976 cerca de Niamey.

Níger, donde hay ocho grupos étnicos principales, tiene una población estimada en 2019 de 23,18 millones de habitantes. Es el país más grande de África Occidental, pero un 80% de su territorio es desértico. La densidad de población global es muy baja, de 12 hab/km², pero con grandes diferencias, pues la mayor parte de la población ocupa solo el 35% del país. En la región meridional de Maradi, que ocupa el 3,3% del país, vive el 20% de la población (90 hab/km²), mientras que solo el 3% de la población vive en el 53% del país.

## Grupos étnicos
Más del 50% de la población es de etnia hausa (53%), que también es dominante en el norte de Nigeria, así como los zarma-songhai (21%), granjeros sedentarios que viven en el sur del país. Fulani (6,5%), tuareg (5%), kanuri (5,9%), árabes, tubu (0,4%) y gurma (0,8%) forman el 20% de la población, de carácter nómada o seminómada. En torno al 90% de la población es musulmana, con pequeños grupos animistas y cristianos. Muchos musulmanes son sufíes y sunníes, y un 5% son chiitas.
- Hausa, unos 11,5 millones. Son también mayoritarios en Nigeria, que compartía con Níger un territorio llamado tierra de los hausas, de 75.000 km², que fue dividido en dos por franceses e ingleses. Hablan hausa. Viven en pueblos de entre 2000 y 12.000 habitantes y crían ganado, trabajan como granjeros o son, sobre todo, comerciantes. El caballo es un símbolo de estatus entre ellos. Son musulmanes con una mezcla de animismo.[3]

- Zarma, unos 3.76 millones. Son parte del grupo songhai, de ahí que a veces se les llame zarma-songhai. La mayoría viven en Níger. Hablan el idioma zarma. Son musulmanes suníes en su mayoría. En Níger viven en el sudoeste de Níger, en las tierras altas y áridas del valle del río Níger, donde hay caza mayor. Sus vecinos de Nigeria viven en cambio en las tierras fértiles de la ribera del río. Son granjeros ante todo, cultivadores de mijo.[4]

- Fulani, unos 1,7 millones. Viven en una veintena de países, desde Gambia hasta el este de Etiopía. En Nigeria hay más de 7 millones. Hablan el idioma fula, aunque también los hay que hablan árabe, inglés y francés. Son musulmanes, con el código de conducta pulaaku,[5] propio de los fula, que implica sobriedad, estoicismo, respeto y fuertes lazos emocionales con el ganado. Son un pueblo de nómadas comerciantes (el mayor del planeta) que pastorean vacas y ovejas a través de los territorios que ocupan. En Níger viven en el sur, junto a los hausa. Los fulani del oeste de Níger, unos 700.000, a veces llamados gorgaabe (occidentales), son descendientes de clanes del norte de Senegal y Mali (reino Tuculor e Imperio sokoto), algunos de origen noble. El respeto se mide por la cantidad de ganado.[6]

- Tuareg, en torno a 1 millón. Están divididos al menos en media docena de grupos. Los más abundantes en Níger viven en las montañas de Air, seguidos de los que emigraron desde el Adrar de los Iforas debido a una sequía hacia el oeste, en busca de tierras más fértiles en la frontera con Mali. Los del Air estaban en contacto con los hausa y los songhai, eran pastores nómadas que cultivaban también grano, dátiles y sorgo y vivían en tiendas, pero muchos vivían ya en poblados de casas rectangulares con paredes de ladrillo o piedra. Su estructura social es compleja, con una casta noble y otra de sirvientes, además de tribus enteras de morabitos con sus propios líderes. Las clases bajas están formadas por una mezcla de pueblos que cooperan con sus amos; muchos de ellos eran esclavos en el pasado que formaban tres clases: los pastores, cocineros y servidores domésticos por un lado; los artesanos y carpinteros por el otro, y, por último, los aparceros que trabajan la tierra. Los hombres llevan el tagelmust de color índigo o negro en la cabeza, las mujeres no necesitan velo. Son musulmanes suníes y muchos aun creen en los espíritus y en los grisgrís. Hablan el idioma tamashek y al menos otras dos lenguas. Por otra parte, los tuaregs occidentales o uellemeden (según la transcripción, iwellemmedan o uelleminden) están divididos en dos grupos, los kel ataram, que viven en Mali, y los kel denneg o kel dinnik (pueblo del este) que viven en Níger, en la cuenca de Azawad o cuenca de Uellemeden). Están formados por 5 confederaciones de tribus dirigidas por jefes de tribus. Las sequías que se sucedieron desde 1972 les obligaron a hacer grandes migraciones. Muchos viven aun en tiendas ligeras con dos camellos y uno o dos burros para llevar sus pertenencias.

- Kanuri, unos 700.000. Están formados por varias tribus, los yerwa, los manga y otros. La mayoría de kanuris viven en el estado de Borno, al nordeste de Nigeria, pero también hay en el sudeste de Níger, Chad y Camerún, siempre en torno al lago Chad. Entre el siglo VIII y 1840 formaron el Imperio Kanem-Bornu, y sus descendientes formaron a principios del siglo XX el emirato o sultanato de Borno. Pierden el poder con el dominio británico a partir de 1914. Hablan hausa, árabe y otras lenguas además del idioma kanuri. Son musulmanes sunitas. Sedentarios, son agricultores, cultivan mijo principalmente, pero también sorgo, maíz y cacahuetes. Crían ovejas, cabras y algunos caballos, símbolo de prestigio. Muchos viven en ciudades, donde buscan ocupaciones de prestigio, aunque la mayoría son granjeros, artesanos y comerciantes. En las aldeas, sus viviendas son de adobe con techo cónico, tienen una mezquita y una escuela. Son polígamos, pueden tener hasta cuatro esposas pero se divorcian con frecuencia.[7]

- Tubu, unos 100.000. La mayor parte vive en Chad (unos 400.000), en el centro y el oeste, mientras en Níger viven en el centro y el este. Se dividen en dos grupos, los teda y los daza (los ingleses los llaman a todos teda, toda o tuda, y asocian la división daza a los franceses).[8] Los daza viven en el sudeste, en los límites del desierto, donde desaparece la sabana. Son pastores nómadas en su mayoría, castigados por las últimas sequías. Se alimentan de la leche de camellos y cabras, y de mijo básicamente. Son musulmanes pero las mujeres tienen más libertad que en las etnias vecinas y suelen tener una sola esposa, a no ser que no tanga hijos. Hablan el idioma dazaga, una lengua tebu, como el tedaga de sus vecinos del norte, los teda, antiguos guerreros del desierto enfrentados a los tuareg. Los teda del desierto controlaban las caravanas que pasaban por su territorio. Son nómadas adaptados a la dureza del lugar que no aprecian la agricultura, aunque la practican si es necesario, principalmente palmera datilera, pero también frutas y verduras de regadío en los oasis. Están divididos en clanes y clases sociales, incluidos los esclavos, con amplios clanes familiares patriarcales, al menos hasta finales del siglo XX, y con un sultán.[9] Crían cabras, ovejas y camellos sobre todo. Viven en aldeas de varios centenares en casas redondas de adobe o en tiendas hechas de palma y pieles. Son musulmanes pero suelen tener solo una esposa.[10]

- Gurma, unos 66.000.La mayor parte de este grupo étnico vive en Burkina Faso, en torno a la ciudad de Fada N'Gourma, con una parte de su población repartida entre el sudoeste de Níger y el norte de Togo y Benín. Hablan el idioma gurma o gourmanchéma. Son musulmanes. Viven en la sabana arbolada llana, con alguna colina aislada, como granjeros, en casas redondas hechas de adobe, y en la región del Parque nacional W de Níger.

- Árabes. Viven en la parte oriental del país, en la región de Diffa. Hay un grupo numeroso de bereberes arabizados en la región de Agadez, procedentes de Argelia. El este, los hay procedentes de Libia y, en el oeste, cerca de Niamey, hay árabes procedentes de Líbano.[11]